# Следобедът на един фавън
 Тази статия е за поемата на Стефан Маларме.  За балета на Вацлав Нижински вижте Следобедът на един фавън (балет).  
„Следобедът на един фавън“ (на френски: L'après-midi d'un faune) е поетична еклога на френския поет Стефан Маларме. Това е най-известното произведение, с което Маларме оставя следа във френския литературен символизъм.
Началните версии на поемата са написани между 1865 и 1867 г., а окончателният вариант на текста е публикуван през 1876 г. Поемата описва чувствените усещания на един фавн, който току-що се е събудил от следобеден сън и в унесен монолог разказва за срещите си с няколко нимфи.
Поемата на Маларме вдъхновява сънародника му композитора импресионист Клод Дебюси да напише своя прочут „Прелюд към „Следобедът на един фавън“ (Prélude à l'après-midi d'un faune), чието първо изпълнение е през 1894 г. По тази композиция на Дебюси, балетистът Вацлав Нижински поставя през 1912 г. едноименния балет.
На български поемата е издадена през 1983 г. от издателство „Народна култура“ в превод от Кирил Кадийски.